# Football Manager
Football Manager è un videogioco manageriale calcistico, sviluppato nel 1982 da Kevin Toms originariamente per ZX Spectrum, e in seguito convertito per la maggior parte degli home computer disponibili all'epoca. 
È il primo titolo della serie di Football Manager per home computer (da non confondere con la serie Football Manager avviata nel 2004), direttamente seguito da Football Manager 2 (1988), Football Manager: World Cup Edition (incentrato sui mondiali del 1990) e Football Manager 3 (1993), quest'ultimo senza l'apporto del creatore.

## Modalità di gioco
Football Manager è costituito da una serie di schermate testuali, dove è possibile effettuare varie azioni: impostare la formazione, comprare o vendere giocatori, chiedere prestiti ecc. Di ogni incontro vengono mostrati i momenti salienti in modalità grafica, con la qualità di quest'ultima che varia a seconda della versione del gioco.